# Mélilot élevé
Melilotus altissimus
Espèce
Le mélilot élevé (Melilotus altissimus Thuill.) est une espèce de plantes à fleurs de la famille des Fabacées (Légumineuses), sous-famille des Faboideae, tribu des Trifolieae. C'est une plante herbacée à fleurs jaunes trouvé en Afrique, Asie et Europe. Cette espèce présente un intérêt comme plante mellifère et comme plante fourragère. Elle peut aussi constituer un bon engrais vert.
Étymologie : littéralement « lotus à miel » (du grec meli, miel, lotos, lotus).
C'est une plante bisannuelle, de 30 à 150 cm de haut, à tiges dressées, à nombreuses petites fleurs jaunes disposées en grappes relativement compactes. Les feuilles ont trois folioles denticulées. Les fruits sont des gousses, vert noirâtre à maturité.